# The Taste of Life Basics
The Taste of Life Basics is een Nederlands televisieprogramma van kookzender 24Kitchen. Het programma werd eerder uitgezonden door RTL 4.
In het programma geeft meesterkok Rudolph van Veen voorlichting over Nederlandse producten. Hierbij krijgt hij hulp van tuinder Rob Baan. Samen bezoeken ze verschillende bedrijven en ontdekken ze het verhaal achter verschillende Nederlandse groenten, vis en vlees. Met deze producten wordt ter plekke een gerecht bereid. Hierbij geeft Van Veen ook uitleg over basishandelingen in de keuken. In de The Tast of-serie zijn nog meer programma's verschenen, waaronder The Taste of Cooking en The Taste of Life Travel.

## Lijst van afleveringen
| Nr. | Titel                   |  |
| --- | ----------------------- |  |
| 1 | Sla                     |  |
| In The Taste of Life Basics laten Rudolph van Veen en Rob Baan je ervaren wat je eet, wat je ermee kunt doen en natuurlijk hoe je dat doet.         |                         |  |
| 2 | Appel                   |  |
| Vandaag in The Taste of Life Basics : appels, hoe groeien ze en wat kun je er allemaal mee maken?                                                   |                         |  |
| 3 | Ui                      |  |
| Vandaag leren Rudolph van Veen en Rob Baan je alles over de ui, en krijg je een aantal smakelijke recepten met deze groente.                        |                         |  |
| 4 | Oesterzwam              |  |
| Wat weet je eigenlijk van de oesterzwam? Vandaag krijg je een heleboel informatie over oesterzwammen, en natuurlijk een aantal bereidingen.         |                         |  |
| 5 | Appel                   |  |
| Appels is het meest gegeten fruit in Nederland. Vandaag laat Rudolph zien dat je met appels veel meer kunt dan alleen appelmoes maken.              |                         |  |
| 6 | Courgette               |  |
| De courgettefleur is in Nederland nog echt een delicatesse, de meeste mensen kennen vooral de vrucht van de bloem: de courgette.                    |                         |  |
| 7 | Broccoli                |  |
| Iedereen heeft wel wat met broccoli, het is makkelijk te bereiden. Vandaag alles over broccoli.                                                     |                         |  |
| 8 | Blauwe Bes              |  |
| De blauwe bes is weer helemaal terug van weggeweest. Het is een van de aller-gezondste fruitsoorten en je kunt er heerlijke recepten mee maken.     |                         |  |
| 9 | Aardappel               |  |
| De aardappel mag dan meestal als bijgerecht dienen; vandaag krijgt hij eens een keer de hoofdrol.                                                   |                         |  |
| 10 | Witlof                  |  |
| Rudolph gaat met groenteteler Rob Baan terug naar de basis van het koken. Ze geven voorlichting over Nederlandse producten.                         |                         |  |
| 11 | Spruitjes               |  |
| Geen groente geeft zoveel 'ophef' als spruitjes. Als kind vind je ze meestal niet lekker, maar dat verandert doorgaans in de loop van de tijd.      |                         |  |
| 12 | Paprika                 |  |
| Rudolph gaat met groenteteler Rob Baan terug naar de basis van het koken. In elke aflevering staat een groente of een product centraal.             |                         |  |
| 13 | Champignon              |  |
| Champignons zijn culinaire kameleons. Rudolph eet ze graag rauw in een salade en bij een biefstuk met gebakken champignons.                         |                         |  |
| 14 | Tomaat                  |  |
| Rob Baan vertelt ons wetenswaardigheden over de tomaat en Rudolph maakt de heerlijkste recepten met tomaat zoals een echte 'Sloppy Joe'.            |                         |  |
| 15 | Kool                    |  |
| Kool wordt vaak een beetje ouderwets gevonden, maar vandaag laten Rudolph van Veen en Rob Baan je zien dat het juist helemaal van nu is!            |                         |  |
| 16 | Courgette               |  |
| Rudolph gaat met groenteteler Rob Baan terug naar de basis van het koken. In elke aflevering staat een groente of een product centraal.             |                         |  |
| 17 | Kloostervarken          |  |
| Rudolph gaat met groenteteler Rob Baan terug naar de basis van het koken. In elke aflevering staat een groente of een product centraal.             |                         |  |
| 18 | Prei                    |  |
| Prei wordt in Nederland soms eenzijdig gebruikt. We kennen het als de ringetjes in bami en in groentesoep, maar je kunt echt veel meer met prei.    |                         |  |
| 19 | Kressen en kiemgroenten |  |
| Rudolph gaat met groenteteler Rob Baan terug naar de basis van het koken. In elke aflevering staat een groente of een product centraal.             |                         |  |
| 20 | Geitenvlees             |  |
| In het buitenland is geitenvlees al heel lang populair en in Nederland is het in opkomst. Maak kennis met de smaak van geitenvlees.                 |                         |  |
| 21 | Kip                     |  |
| In de Flevopolder is Rudolph op bezoek bij de biologische kippenfarm. Het begint natuurlijk met een diervriendelijk bestaan van de kippen zelf.     |                         |  |
| 22 | Vis                     |  |
| Rudolph is op het platteland net buiten het dorp Ens in de Noordoostpolder en hij gaat zich hier niet verdiepen in groenten of fruit maar in...vis! |                         |  |
| 23 | Witlof                  |  |
| Ruim 150 jaar geleden werd in de buurt van Brussel de witlof “ontdekt”. Nederland is na Frankrijk en België 's werelds grootste witlofproducent.    |                         |  |
| 24 | Meel                    |  |
| Vandaag bezoekt Rudolph molen de Valk en maakt heerlijke gerechten waarin meel een centrale rol heeft.                                              |                         |  |
| 25 | Kaas                    |  |
| Nederland is al sinds 800 voor Christus een echt kaasland. In de Middeleeuwen werd er al Nederlandse kaas naar het buitenland geëxporteerd.         |                         |  |
| 26 | Paprika                 |  |
| Paprika’s hebben de meest uitgesproken kleuren van de keuken. Vandaag vertellen Rob Baan en Rudolph alles over de paprika.                          |                         |  |
| 27 | Tomaat                  |  |
| Met mooie verse producten worden maaltijden nog smakelijker en dat laat Rudolph vandaag weer zien.                                                  |                         |  |
| 28 |                         |  |
| ... |                         |  |
| 29 | Asperge                 |  |
| Asperge is echt een bijzondere groente: asperges zijn heel gezond, heel smakelijk en heel veelzijdig te gebruiken.                                  |                         |  |